# Marģeris Zariņš
Margeris Zariņš (Jaunpiebalga (Letònia), 24 de maig, 1910 - Riga, 27 de febrer, 1993), va ser un escriptor i compositor letò. És considerat el primer representant de l'estil postmodernista en la literatura letona.

## Biografia
Marģeris Zariņš va néixer a la família del mestre, director de cor, organista Oto Zariņš. Va estudiar a l'escola primària d'Āraiši i al 2n gimnàs de Riga. Ja als dotze anys, Zariņš va actuar com a organista juntament amb el seu germà petit de dos anys, Olħertas. Des de 1925 va estudiar a l'Institut de Mestres de Jelgava, a partir de 1929 al Conservatori de Letònia a les classes de piano d'Arvīdas Daugulias, orgue Paula Jozuus i Jāzeps Vītols. El 1931, el Comitè d'Acció del VII Festival de la Cançó va incloure la seva cançó "Līksme" al repertori del concert de vacances, el 1932 va compondre la cantata "Tālava's trompetista" amb un text de Rudolf Blaumanis per a cor i orquestra. Després d'això, va treballar com a professor i bibliotecari a l'Escola Forestal de Riga, va compondre l'obra "Kungs und spielmanitis" (1938).
Després de l'ocupació de Letònia el 1940, Marģeris Zariņa va ser nomenat cap del departament musical del Teatre Daile i va compondre música per a més de 50 representacions de teatre (1940-1950). El 1944, M. Zariņš va compondre el cicle de vuit preludis per a piano "Vasos grecs". Després del final de la Segona Guerra Mundial, va compondre composicions lloant el poder soviètic, però alhora va experimentar amb estils, gèneres, èpoques, colors nacionals, la seva peculiar juxtaposició o combinació poliestilista, noves i inusuals recerques de gènere.
A finals de la dècada de 1960, Marģeris Zariņš es va dedicar a l'escriptura. El 1969, el diari "Literatura und Māksla" va publicar el seu primer relat "Mozart dels Camps Elisis", i el 1973 es va publicar la seva novel·la més coneguda "Faustos falsos, o llibre de cuina revisat i complementat", que va ser traduïda en l'idioma rus, polonès, búlgar, eslovac, romanès i estonià. Durant molts anys, Marģeris Zariņš va ser el president de la Unió de Compositors de la RSS de Letònia.
Casat amb Jolanta Dzeni (nascuda Spielberg). Pare adoptiu de la filla de Jolanta Dzene del seu primer matrimoni, la directora de televisió Daina Dumpei (nascuda Dzeni).
Va morir el 27 de febrer de 1993 a Riga. Enterrat al cementiri de Bērzaine, Cēsis.

## Obra
Marģeris Zariņš va ser una de les personalitats creatives més peculiars de Letònia. Marģeris Zariņš es va caracteritzar per la capacitat de captivar amb optimisme, rica fantasia, perfecte domini de diversos estils i domini de l'estilització, talent brillant com a humorista en diversos matisos des de la ironia lleugera fins al grotesc i la paròdia. Per exemple, la novel·la "Dzimtene" de Jēkab Janševski va ser transformada per Marģeris Zariņš en l'òpera còmica "Green Mill", a l'òpera de ballet "Els miracles de Sant Maurici" va sintetitzar els mitjans d'expressió dels gèneres d'òpera i ballet.
A finals dels anys seixanta, el compositor es va dedicar activament a l'activitat literària: va crear una sèrie d'històries originals i enginyoses, contes, novel·les. La prosa de Marģeris Zariņš es caracteritza per una tendència a les situacions paradoxals, la seva solució irònica, un llenguatge colorit, sovint peculiarment estilitzat, trets que també es poden reconèixer en les seves obres musicals. Els crítics l'anomenen el pare del postmodernisme letó a la literatura.

## Composicions
Va escriure òperes, òperes de ballet, oratoris, cantates i música d'orgue. Va crear més de 100 cançons per a cor mixta, femenina i masculina. Música composta per a 16 pel·lícules: "A l'ombra de la mort (pel·lícula)|A l'ombra de la mort", "Swamp Wader", "Pie vačetės kundės", "Cepis", "Vārnu ielas republika", "Estiu de motos", etc.
- cantata "El trompetista de Tālava" per a cor i orquestra (1932)
- Concert per a piano en dues parts (1936)
- cançó de teatre "The Lord and the Gambler" (1938—1939)
- obra de teatre "El poeta i la rosa" (1940—1950)
- cicle de vuit preludis per a piano "Gerros grecs" (1944, 1960)
- oratori "Herois de Valmiera" (1950)
- oratori "Battle with the Devil's Swamp" (1951)
- "Llum de plata", cicle de cançons amb poesia de J. Raina (1952)
- òpera "To the New Shore" (1955)
- òpera còmica "Green Mill" (1957)
- òpera de ballet "Els miracles de Sant Maurici" (1964)
- "Concerto grosso" per a piano, clavecí i orquestra simfònica (1968)
- "Concerto innocent", primer concert per a orque i orquestra de cambra (1969)
- Òpera a la plaça (1969–1970)
- "Concerto triptichon", segon concert per a orque i orquestra de cambra (1972)
- "Concerto pathetico", tercer concert per a orgue, percussió i arpa (1975)
- Quart concert per a orgue i violoncel·lista (1977)

### Discografia
- "Gerros grecs" / Ivars Vīgners (piano), Orquestra de la ràdio letona / "Partita a l'estil barroc" / Laima Andersone-Silāre (mezzosoprano), Hermanis Brauns (piano), Orquestra Simfònica Estatal de l'URSS / "Medeja " / Laima Andersone-Silāre (mezzosoprano), Orquestra de teatre d'òpera i ballet estatal de Letònia // Marģers Zariņš Partita en barroc. Carmina antica. Vasa graeca – 1968., Melody, 33Д 021687-8
- "Caoba: oratori" / Laima Andersone-Silāre (mezzosoprano), Kārlis Zariņš (tenor), Gurijs Antipovs (baríton), Andris Krūmiņliepa (veu), Hermanis Brauns (piano), Cor Acadèmic Estatal, Teodora Cor de ràdio Kalniņa Letònia, conjunt de percussió - 1969., Melody, 33Д 022175-76
- "Concerto innocent per a orque i orquestra de cambra" / Pēteris Sīpolnieks (orgue), Orquestra de cambra de la Filharmònica Estatal de LPSR / "Variationi BACH" / Pēteris Sīpolnieks (òrgan) / "Cançons de Bilitis" / Leonarda Daine (mezzosoprano), Pēteris Sīpolnieks (orquestra) orgue) // Marģers Una branca. Orgue de la catedral de Riga – [vers 1972], Melody, CM-02749-50
- "Concerto innocent per a orgue i orquestra de cambra" / Pēteris Sīpolnieks (orgue), Orquestra de Cambra Filharmònica de Lituania // Dvarionas Balys 1942-1972 – 1972., Melodia, 33CM-02449-50
- "Madrigal" / Cor Acadèmic Estatal de Letònia // Auf Flügeln des Gesangs: Konzert in Ravensburg – 2003., Handwerkskammer Ulm, HWK 16 (CD)
- "Concerto grosso per a piano, clavicèmbal i orquestra simfònica" / Nora Novika (clavicèmbal), Rafi Haradžanjan (piano), Orquestra Simfònica Nacional de Letònia // Symphonia ipsa – 2005, LMIC CD-2005-5/6 (CD )

## Obres literàries
Ha escrit 10 reculls de contes, diversos contes i novel·les.
- El conte "Mozart dels Camps Elisis", "Literatura i art" (1969)
- Orgue violeta posta de sol. R: Flama (1970)
- Somni d'una nit d'estiu. Minneapolis: The Bridge (1971)
- Faust fals, o un llibre de cuina revisat i complementat. R.: Flama (1973)
- Històries d'un estiu. R.: Flama (1975)
- Les meravelloses aventures de Didrikais Taizelis. R.: Flama (1978)
- Riga Vella. R.: Flama (1978)
- Fills. R.: Flama (1980)
- A l'ombra del segle de la il·lustració. R.: Flama (1980)
- Calendari del mestre de capella Kocins. R.: Flama (1982)
- Atordit. R.: Flama (1985)
- Alarmistes trenta-tres. R.: Flama (1988)
- Ponts i gorges / prosa curta. R.: Flama (1990)
- Nans i dracs. R.: Spriditis (1993)
- l'obra "Set dies i set nits" (no publicada)

## Premis i honors
- Premi Stalin (1951)
- Ordre de Lenin (1956)
- Artista honorat de la RSS de Letònia (1955)
- Artista popular de la RSS de Letònia (1965)
- Artista popular de l'URSS (1970)
- Orde de l'Amistat de les Nacions (1980)